# Phylidorea hokkaidensis
Phylidorea hokkaidensis är en tvåvingeart som först beskrevs av Alexander 1947.  Phylidorea hokkaidensis ingår i släktet Phylidorea och familjen småharkrankar. Inga underarter finns listade i Catalogue of Life.